# Чаухан

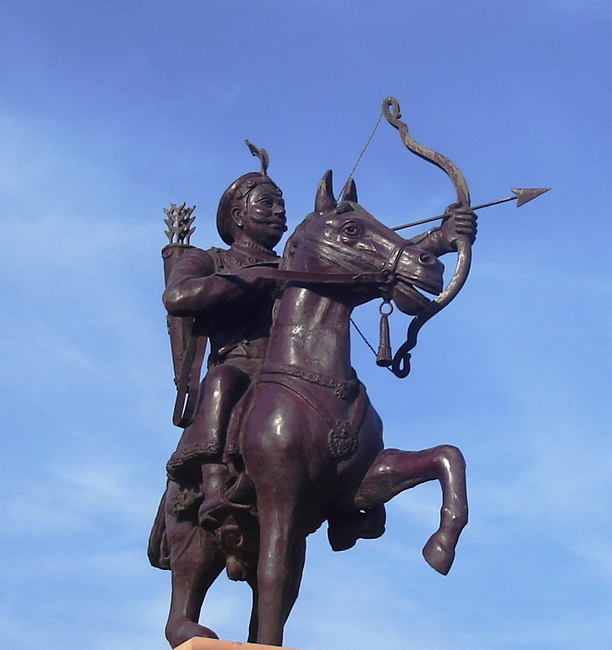
Прітхвірадж III, правитель Делі з династії Чаухан

Чаухан або Чохан (гінді चौहान урду چوہان) — раджпутський клан, представники якого правили в різних частинах Південної Азії.

## Міфи
За легендою, клан Чаухан є одним з чотирьох кланів Аґнакула, нащадків Аґні, створених богами з «вогняного фонтану» на горі Абу для боротьби з Асурами.

## Історія
Представики клану правили в різних частинах країни і в різні часи, але найбільшого значення вони досягли в період 8-12 століть, коли кілька династій клану правили на території Раджпутани (зараз Раджастхан) і Гуджарату.
Вони поділялися на декілька гілок, з яких найвпливовішою була Сакамбхарі (від назви відповідного озера). Її засновником був Васудева, проте невідомий час його панування. Інший представник клану Гувака I був васалом Нагабхати II з династії Гуджара-Пратіхара. Від правління Гувака II починається тривала війна з іншим раджпутським кланом Томар. Тоді ж чаухан захопили Делі.
Військові успіхи раджей Вакпаті I та Сімхараджи підняли престиж клану. За часи Віграраджи II чаухан повністю звільнився від залежності від Гуджара-Пратіхара (приблизно 970-ті роки). Вплив клану поширився до ріки Нарбада. В цей час починається протистояння з Західними Чалук'ями та раджпутами з клану Парамара. Аджаяраджа в XI ст. захопив значну частину Малави, заснувавши місто Аджая-Меру (сучасний Аджмер).
Починаючи з Говіндараджи II, чаухани зосереджують свою увагу на боротьбі з мусульманськими загарбниками, перш за все Газневідами. В цій тривалій боротьбі значних успіхів досяг Віграхараджа IV, який розширив землі роду до річки Сатлендж на кордоні з Пенджабом, також знову відібрав у Томарів Делі. Останнім значним володарем з роду Сакамбхарі був Прітхвірадж III, який зрештою у 1192 році зазнав нищівної поразки від Гурідів, чим спричинив початок мусульманського загарблення Індії.
Після періоду вигнання Чаухан повернули Аджмер в 14-му столітті та правили (періодами у залежному статі) до здобуття Індією незалежності.